# Otto Laipold
Otto Laipold (* 28. November 1919 in Dortmund; † 5. Oktober 1987 in Dortmund) war ein deutscher Politiker der CDU.

## Ausbildung und Beruf
Otto Laipold besuchte die Volksschule und die Mittelschule. Im Anschluss ließ er sich zum Industriekaufmann ausbilden.

## Politik
Otto Laipold war 1945 einer der ersten hauptamtlichen Mitarbeiter der CDU-Landesgeschäftsstelle Westfalen und wirkte an der Gründung der Junge Union Westfalen mit. 1946–1950 Landesgeschäftsführer der Junge Union Westfalen-Lippe. Auf Vorschlag des Vorsitzenden Josef Hermann Dufhues wurde er 1959 (bis 1978) zum Landesgeschäftsführer der CDU Westfalen-Lippe bestellt. Ebenfalls ab 1959 fungierte er als Mitglied des Landesvorstandes der CDU Westfalen-Lippe. Mitglied des Bundesausschusses der CDU Deutschlands wurde er 1960.
Von 1978 bis zu seinem Eintritt in den Ruhestand am 31. Dezember 1982 baute Otto Laipold als erster Geschäftsführer die Josef-Hermann Dufhues-Stiftung auf. Er verstarb nach langer schwerer Krankheit am 5. Oktober 1987 in Dortmund.
Otto Laipold war vom 26. Juli 1970 bis zum 27. Mai 1975 Mitglied des 7. Landtages von Nordrhein-Westfalen, in den er über die Landesliste einzog. Bei der Landtagswahl 1975 gelang ihm nicht der Wiedereinzug in den Landtag auf Platz 34 der CDU-Landesliste.

## Privates
Otto Laipold war verheiratet und hatte zwei Kinder.

## Ehrungen
- 1978: Verdienstkreuz 1. Klasse der Bundesrepublik Deutschland[6]